# Die Philosophie der Komposition
Die Philosophie der Komposition (The Philosophy of Composition) ist ein Essay von Edgar Allan Poe, in dem er eine ästhetische Theorie über das Ziel und die Methode von Literatur entwickelt. Der Essay erschien zum ersten Mal 1846 im Graham’s Magazine. Er beeinflusste die moderne Lyrik, vor allem den französischen Symbolismus.
Ähnliche literaturtheoretische Überlegungen äußerte Poe bereits in seiner Rezension der Twice Told Tales von Nathaniel Hawthorne. Diese erschien im April und Mai 1842 ebenfalls im Graham’s Magazine. Außerdem wurden einige zentrale Gedanken der Philosophy of Composition in Poes ebenfalls einflussreichem Essay Das poetische Prinzip (veröff. 1850, The Poetic Principle) wieder aufgenommen.

## Inhalt
Poe verdeutlicht anhand seines Gedichts Der Rabe exemplarisch, dass die „Einheit des Effekts“ (“unity of effect”), die Länge, sowie der logische Aufbau eines literarischen Werks für seinen ästhetischen Wert von hervorzuhebender Wichtigkeit seien.

### Länge
Poe glaubte, dass alle literarischen Werke kurz sein sollten. Kann ein Werk nicht ohne Unterbrechung gelesen werden, so kann durch die Ablenkungen des Alltags keine „Einheit des Effekts“ entstehen. Speziell geht er dabei auf die (eigene) Poesie ein. Er erwähnt allerdings auch, dass die Kurzgeschichte dem Roman aus diesem Grund überlegen sei. Sehr langen Gedichten, wie exemplarisch an Miltons Paradise Lost verdeutlicht, spricht er durch seine Behauptung nicht jegliche Qualität ab: Es handle sich hierbei lediglich um eine Aneinanderreihung kurzer Gedichte, was eine „Einheit des Effekts“ trotz der Länge ermögliche.

### Methode
Poe vertritt die Ansicht, dass der Prozess guten Schreibens methodisch, analytisch und präzise verläuft, nicht spontan oder intuitiv. Die Entstehung seines Gedichts The Raven vergleicht er mit der Lösung eines mathematischen Problems. Andere Autoren würden dies allerdings selten zugeben, da dieser Entstehungsprozess eines Werkes eher unrühmlich sei.

### Einheit des Effekts (“unity of effect”)
Der emotionale Effekt, den das literarische Werk auf den Leser ausüben soll, ist für Poe von zentraler Bedeutung. Der Autor sollte sich stets im Klaren sein, welchen Effekt er im Leser anstrebe, und er sollte dieses Ziel auf allen Ebenen des Werkes (u. a. im Plot, den Charakteren und Motiven) verfolgen. Für Poe stellt der Tod einer schönen Frau das poetisch wirksamste Motiv dar.

## Deutsche Übersetzungen (Auswahl)
- 1901: Hedda Moeller und Hedwig Lachmann: Philosophie der Komposition. J.C.C. Bruns, Minden.
- 1920: Theodor Etzel: Die Philosophie der Komposition. Propylaen Verlag, München.
- 1922: B. Bessmertny: Die Philosophie der Komposition. Rösl & Cie., München.
- 1966: Ursula Wernicke: Die Methode der Komposition. Walter Verlag, Freiburg i. Br.
- 1989: Ruprecht Willnow: Die Philosophie der Komposition. Insel, Leipzig, ISBN 3-7351-0115-1.